# Пемфігус
Пе́мфігус, пухирни́ця (лат. Pemphigus; від грец. πέμφιξ (πέμφιγος), «пухир»; також іноді пухирчатка) — хронічне захворювання шкіри та слизових оболонок людини, що характеризується висипанням пухирів з в'ялою оболонкою, заповнених серозно-геморагічним випотом, на шкірі (виявляється позитивний патогномонічний симптом Нікольського) та слизових поверхнях порожнини рота, гортані, очей, статевих органів. Внаслідок того, що пухирці лопаються, утворюється велика, вкрита виразками, поверхня. Загальний стан хворого погіршується, спостерігаються кволість, підвищення температури тіла. При пухирниці порушується сольовий та водний обмін.
Розрізняють власне пухирницю, або акантолітичну, для усіх клінічних різновидів якої характерна наявність акантолізу (одна з форм дегенерації клітин епідермісу шкіри). При цій формі хвороба поступово прогресує, може розвиватися кахексія. 
При неакантолітичній пухирниці пухирці утворюються внаслідок запального процесу.
Хворіють звичайно особи середнього і похилого віку.
Лікування: кортикостероїди, знеболюючі засоби, вітаміни, протимікробні речовини тощо.